# Variabilità climatica

Esempio di dinamica atmosferico-climatica a livello globale (copertura nuvolosa) (NASA)

In climatologia la variabilità climatica indica l'alternarsi di situazioni climatiche differenti e contrastanti tra loro (variabili) su un dato territorio (a livello locale, regionale, continentale, emisferico o globale) dal punto di vista di uno o più parametri climatici di riferimento (temperatura dell'aria, precipitazioni ecc.) e che invertono, più o meno rapidamente, il loro trend caratteristico in un susseguirsi pseudo-casuale di condizioni climatiche al di sopra di medie climatiche calcolate oltre il periodo classico di riferimento (30 anni) proprio della definizione di clima.

## Descrizione

Andamento della temperatura negli ultimi 2000 anni secondo diversi studi: l'andamento degli ultimi 1000 anni è noto come hockey stick per via della somiglianza con la forma di una mazza da hockey.

In genere dunque ci si riferisce alla variabilità climatica per evidenziare un fluttuazione casuale di origine naturale intorno ad una media e distinguerla nettamente da un trend medio in ascesa o in declino come può essere invece nel caso di veri e propri mutamenti climatici.
Le cause della variabilità climatica sono dei forcing temporanei e/o locali che possono essere di origine interna al sistema (endogene) quali le teleconnessioni oceaniche ovvero i cicli oceanici quali ENSO, AMO, PDO, IOD, rilascio di calore da parte degli oceani, oppure esogene quali la variazione dell'attività solare. Alla variabilità climatica possono sovrapporsi forcing di natura antropica quali l'effetto dei gas serra antropici i quali possono determinare un mutamento climatico.
La variabilità climatica si distingue dalla variabilità meteorologica per via della diversa scala temporale di riferimento: la prima su scala decennale, ultradecennale, secolare o ultrasecolare e millenaria, la seconda su scala stagionale o al più interannuale. Esempi di variabilità climatica sul medio o sul lungo periodo sono stati i periodi glaciali (glaciazioni) e quelli interglaciali e negli ultimi due millenni il periodo caldo romano, il periodo caldo medioevale e la piccola era glaciale ovvero veri e propri mutamenti climatici: mentre i primi sono stati fenomeni a scala globale, per i secondi diversi studi scientifico-statistici di proxy data (ricostruzioni storiche a scala globale) indicherebbero che si sia trattato di fenomeni su scala emisferica o addirittura continentale (solo in Europa), con cause non ancora chiarite.